# Nedo Canetti
Nedo Canetti (Imperia, 27 luglio 1929 – Imperia, 26 gennaio 2020) è stato un politico italiano.

## Biografia
Sposato, due figli, venne eletto nel 1964 nel consiglio comunale della sua città natale. Nelle file del Partito Comunista fu al Senato nella VI, VIII e IX legislatura.